# Aurelia
För andra betydelser, se Aurelia (olika betydelser).

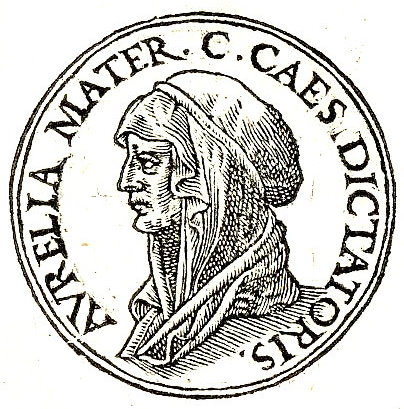
Aurelia Cotta, mor till Julius Caesar

Aurelia är ett latinskt kvinnonamn som har bildats av ordet 'aureus' (gyllene). Namnet har funnits i Sverige sedan mitten av 1800-talet. Den franska varianten av namnet är Aurélie.
Den 31 december 2014 fanns det totalt 307 kvinnor folkbokförda i Sverige med namnet Aurelia, varav 125 bar det som tilltalsnamn. Motsvarande siffror för Aurélie var 56 respektive 41.
Namnsdag: saknas (1986-1992: 3 juli)

## Personer med namnet Aurelia eller Aurélie
- Aurélie Claudel, fransk fotomodell
- Aurelia Cotta, mor till Julius Caesar
- Aurelia Dobre, rumänsk gymnast